# Clyde Henry Productions
Clyde Henry Productions ist ein kanadisches Filmproduktionsstudio, das von Chris Lavis und Maciek Szczerbowski gegründet wurde.

## Geschichte
Chris Lavis und Maciek Szczerbowski lernten sich Anfang der 1990er-Jahre während eines Religionsseminars an der Hochschule kennen, wobei Lavis als Hauptfach Geschichte studierte, sein Studium aber nie abschloss. Beide gründeten 1997 Clyde Henry Productions. Der Sitz des Studios, das auf Multimedia, Stop-Motion-Animation und Visuelle Spezialeffekte spezialisiert ist, ist in Montreal.
Lavis und Szczerbowski waren zunächst im Bereich Illustration, Musikvideos und Sendedesigns tätig und veröffentlichten im Magazin Vice mehrere Jahre lang den Comicstrip The Untold Tales of Yuri Gagarin, der Kultstatus erreichte.
Das Filmdebüt von Lavis und Szczerbowski wurde der in Stop-Motion animierte und vom National Film Board of Canada produzierte Puppentrickfilm Madame Tutli-Putli, an dem beide von 2002 bis 2007 arbeiteten. Erstmals in der Geschichte des Animationsfilms besaßen die Puppen „echte“ Augen, die digital eingefügt wurden. Die als „groundbreaking“ (bahnbrechend, innovativ) gelobte Neuerung ging auf Maler Jason Walker zurück, der für die Visuellen Spezialeffekte des Films zuständig war. Lavis und Szczerbowski wurden für den Film 2008 für einen Oscar in der Kategorie Bester animierter Kurzfilm nominiert.
Ihr zweiter Film war 2010 Higglety Pigglety Pop! or There Must Be More to Life, der auf einer Geschichte von Maurice Sendak beruhte und ebenfalls vom NFB produziert wurde. Ihr Kurzfilm L’anneé de l’os, der ebenfalls 2010 erschien, wurde musikalisch von der Gruppe Godspeed You! Black Emperor begleitet. Mit Cochemare, der von Werken der Quay Brothers und von Johann Heinrich Füsslis Gemälde Nachtmahr inspiriert wurde, schufen Lavis und Szczerbowski erstmals einen Animationsfilm, der sich ausschließlich an ein erwachsenes Publikum richtete.
Neben der Filmarbeit sind Lavis und Szczerbowski weiterhin in verschiedensten Design- und Illustrationsfeldern tätig. Ihr Artwork für Esmerines Album Lost Voices wurde bei den Juno Awards 2016 mit einem Juno ausgezeichnet.

## Filmografie (Auswahl)
- 2007: Madame Tutli-Putli
- 2010: Higglety Pigglety Pop! or There Must Be More to Life
- 2010: L’anneé de l’os
- 2013: Cochemare

## Auszeichnungen
- 2007: Prix Canal+, Internationale Filmfestspiele von Cannes 2007, für Madame Tutli-Putli
- 2007: Nominierung Cristal d’Annecy, Festival d’Animation Annecy, für Madame Tutli-Putli
- 2007: Jurypreis, Palm Springs International ShortFest, für Madame Tutli-Putli
- 2008: Oscarnominierung, Bester Kurzfilm, für Madame Tutli-Putli
- 2008: Genie Award, Bester animierter Kurzfilm, für Madame Tutli-Putli
- 2008: Spezialpreis der Jury, Hiroshima Kokusai Animation Festival, für Madame Tutli-Putli
- 2008: Grand Prix, Preis für die Beste Animation und Zuschauerpreis, Tampere International Short Film Festival, für Madame Tutli-Putli
- 2011: Nominierung Prix Jutra, Bester Animationsfilm, für Higglety Pigglety Pop! or There Must Be More to Life
- 2013: Nominierung Gold Hugo für den Besten Kurzfilm, Chicago International Film Festival, für Cochemare
- 2016: Juno Award für Recording Package of the Year, für Esmerines Lost Voices